# Ust-Katavs järnvägsvagnsfabrik
Ust-Katavs järnvägsvagnsfabrik (UKVZ), (ryska: Усть-Катавский вагоностроительный завод, Ust-Katavskiy Vagonostroitelnyy Zavod) är en rysk statlig mekanisk verkstad, som tillverkar rullande materiel till järnvägar och spårvägar. Den ligger i Ust-Katav i Tjeljabinsk oblast.
Företaget grundades som ett stålverk 1758. Det har tillverkat spårvagnar sedan 1901.
Mellan 1947 och slutet på 1990-talet använde företaget varumärket KTM för sina spårvagnsmodeller. Modellerna har numera officiellt modellnamn med enbart siffror, som 71-623, men inofficiellt används också till exempel "KTM-23".
Företagets modell KTM-5, som tillverkades mellan 1963 och 1992 i uppemot 15 000 exemplar, är tillsammans med ČKD Tatra:s Tatra T3 en av de två spårvagnsmodeller som tillverkats i flest exemplar.

## Fotogalleri

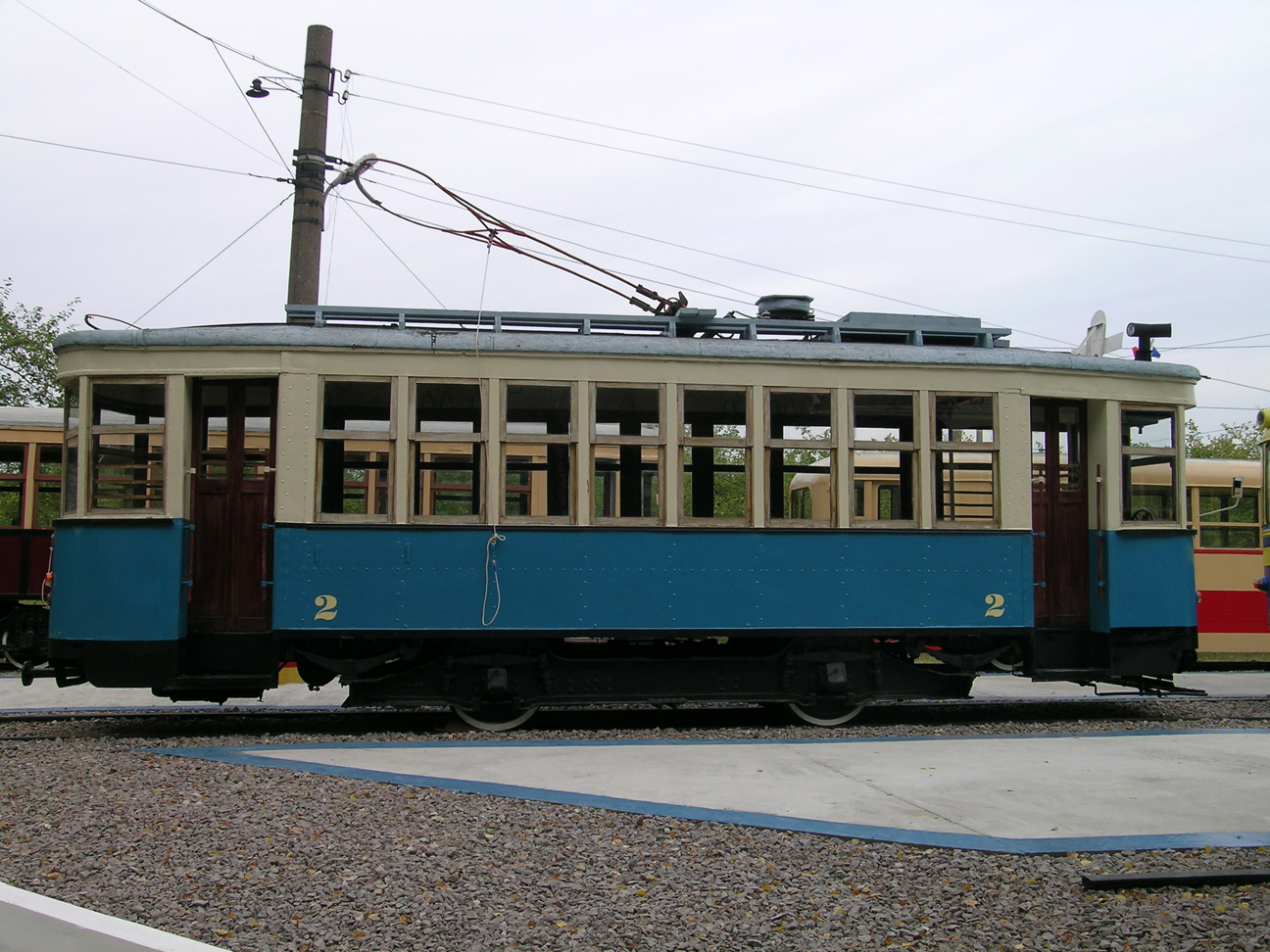
Modell X, företagets först tillverkade modell
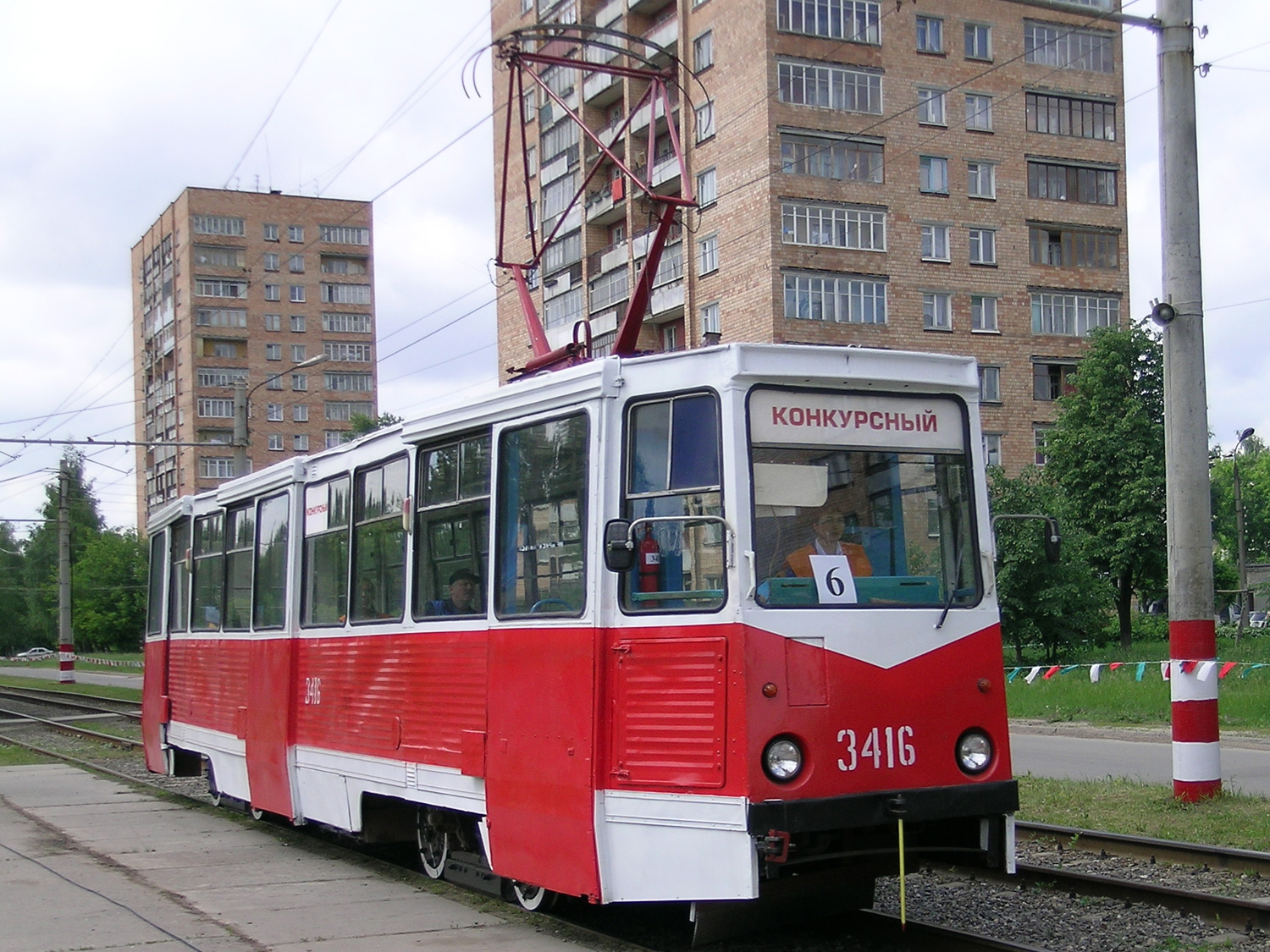
Modell KTM-5 i Nizjnij Novgorod i Ryssland
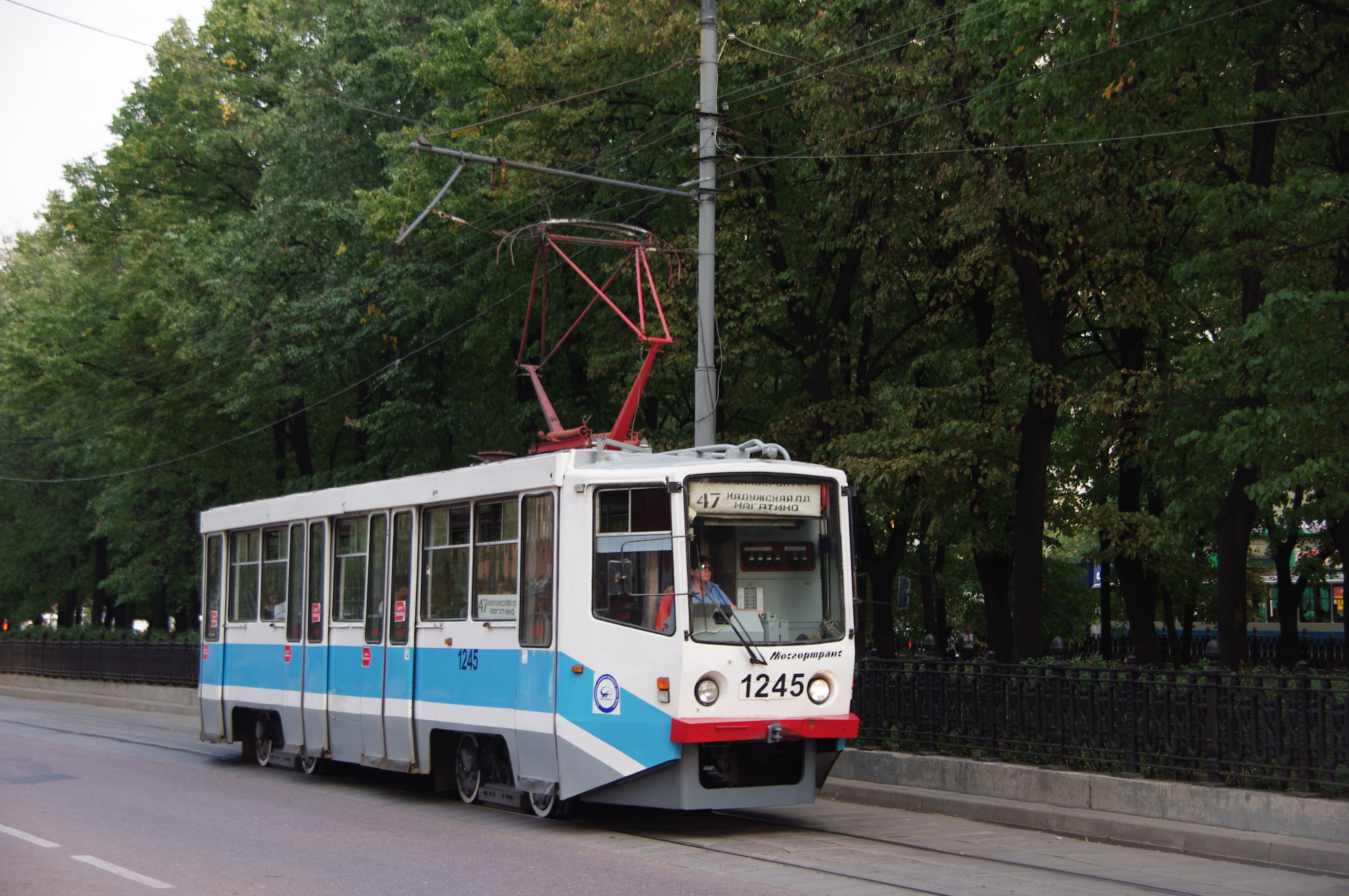
Modell 71-608 (KTM-8) i Moskva i Ryssland
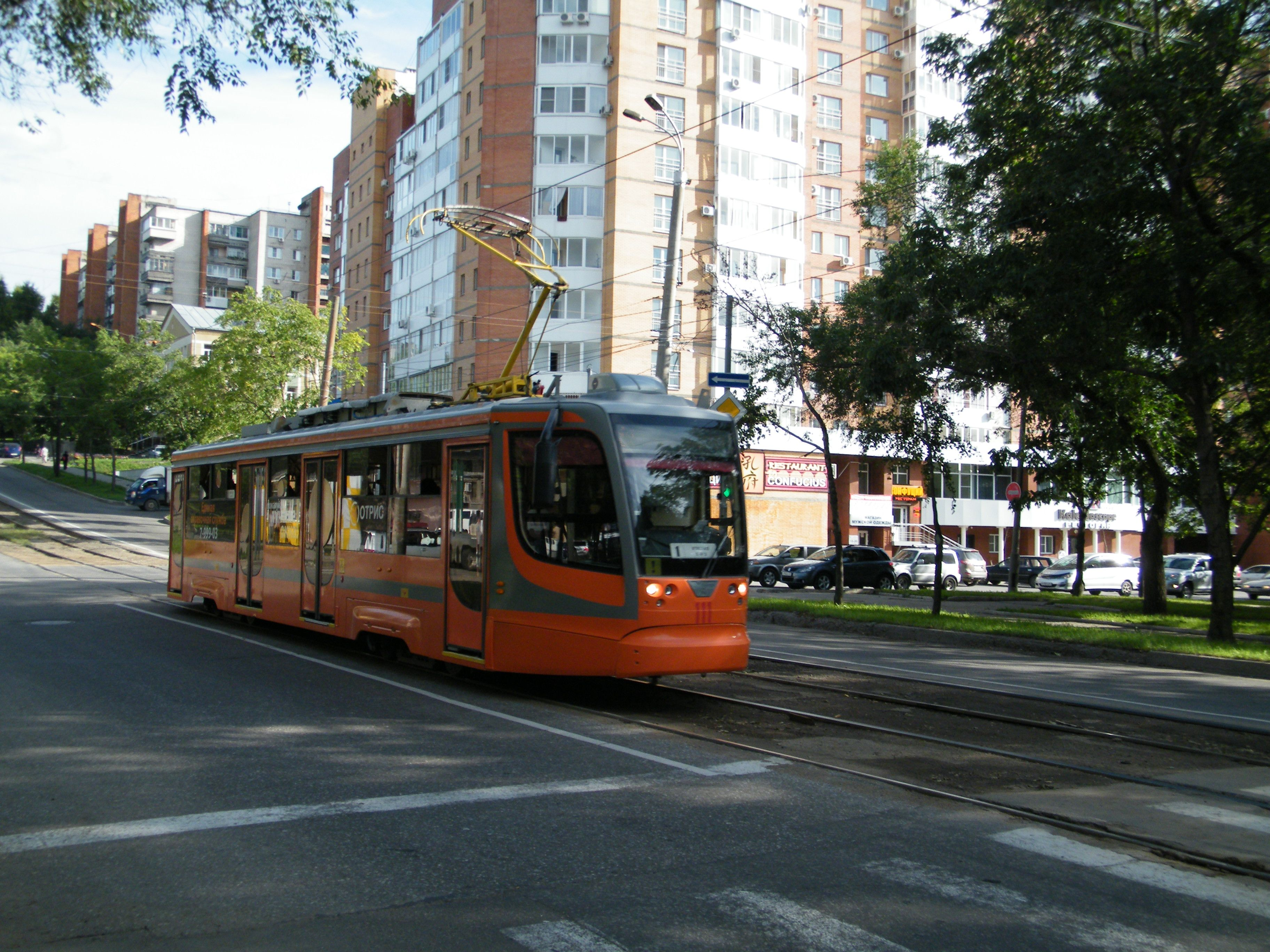
Modell 71-623 (KTM-23) i Khabarovsk i Ryssland
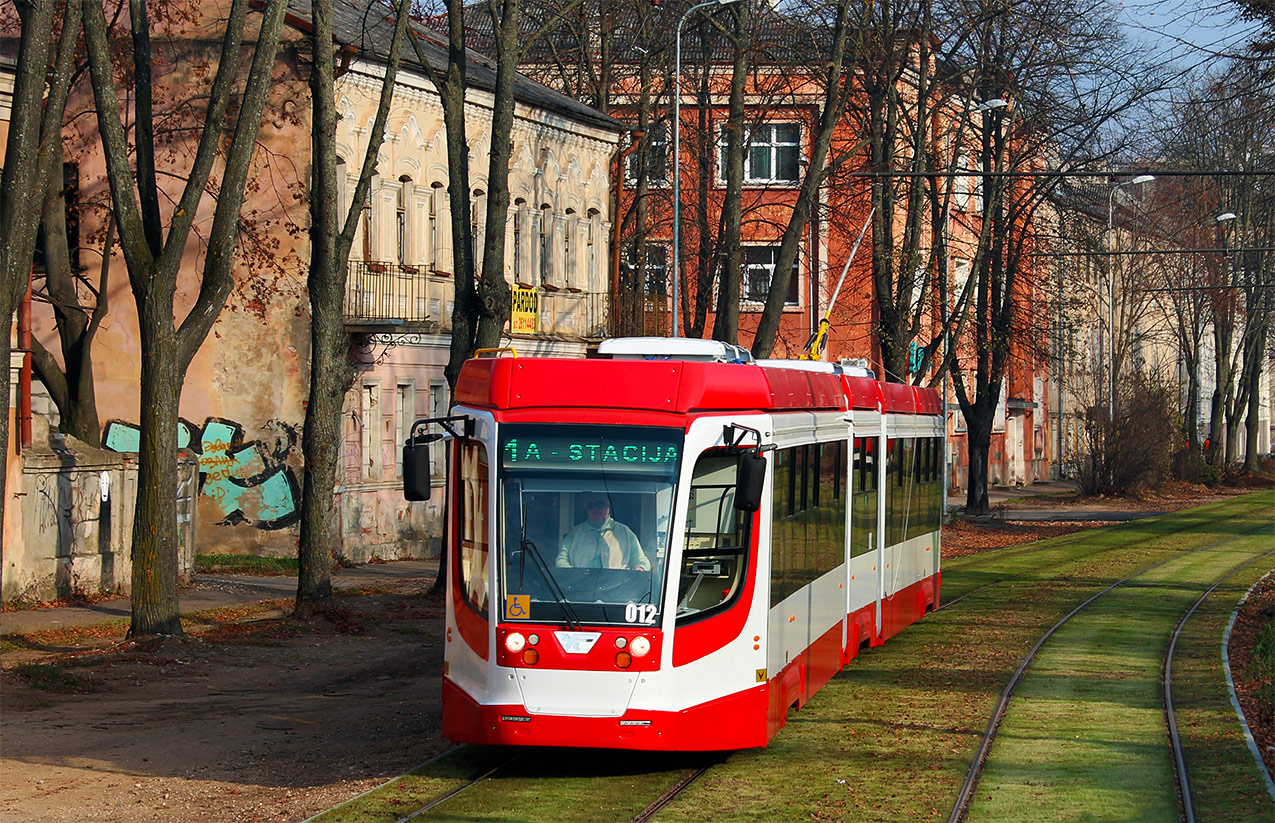
Låggolvs ledspårvagn av modell 71-631 (KTM-31) i Daugavpils i Lettland